# تشارلز فايزر
تشارلز فايزر هو كيميائي ورائد أعمال ألماني وأمريكي، ولد في 22 مارس 1824 في لودفيغسبورغ في ألمانيا، وتوفي في 19 أكتوبر 1906 في رود آيلاند في الولايات المتحدة. أسس تشارلز فايزر مع تشارلز إيرهارت شركة فايزر عام 1849 في الولايات المتحدة.